# 松林要樹
松林 要樹（まつばやし ようじゅ、1979年 - ）は、福岡県生まれの映画監督。

## 人物
2004年、日本映画学校（現・日本映画大学）卒業。卒業制作として『拝啓人間様』を監督・編集。2005年、アフガニスタン、インドネシア、アチェなどの映像取材に従事。フジテレビ「ニュースJAPAN」にてアフガニスタン選挙取材が4回特集放送される。2006年より、バンコクを拠点にTV番組の取材と並行して、インドネシア、タイ・ビルマ国境付近にいる未帰還兵の取材に取り組む。2009年、記録映画『花と兵隊』を完成、各地で劇場公開された。
2015年、文化庁新進芸術家海外研修制度によりサンパウロに留学。

## 映像作品
- 拝啓人間様（2004）　※監督・編集
- フェンス（2008 藤原敏史監督）　※演出部・現場録音
- 花と兵隊（2009）　※監督・撮影・編集
- 311 （2011）　森達也、綿井健陽、安岡卓治と共同監督
- 相馬看花　第一部　奪われた土地の記憶（2011）　※監督・撮影・編集
- 祭の馬（2013）　※監督・撮影・編集

## 受賞歴
「花と兵隊」
- 第1回 田原総一朗ノンフィクション賞 映像部門 奨励賞(2009)
- 第33回 山路ふみ子映画賞 山路ふみ子福祉賞(2009)

「相馬看花 第一部 奪われた土地の記憶」
- 第33回ジャン ルーシュ国際映画祭　Anthropology and sustainable development prize(フランス 2012)
- 第12回ニッポンコネクション　審査員特別賞　(ドイツ フランクフルト2012)

「祭の馬」
- 第10回ドバイ国際映画祭　アジア・アフリカ・ドキュメンタリー部門　最優秀作品賞(2013)

## 著書
- 『ぼくと「未帰還兵」との2年8ヶ月 「花と兵隊」制作ノート』（同時代社、2009年）
- 『311を撮る』（共著）（岩波書店、2012年）
- 『馬喰』（河出書房新社、2013年）